# کایو (پویانمایی)
کایو (انگلیسی: Caillou) نام یک مجموعه پویانمایی آموزشی کانادایی است که از ۱۵ سپتامبر ۱۹۹۷ تا ۳ اکتبر ۲۰۱۰ میلادی از شبکه تلویزیونی «تله‌تون» و سپس «تری‌هاوس» پخش شد. این کارتون بر پایهٔ کتابی مصور به همین نام، اثر «کریستین لورو» ساخته شده‌است و دربارهٔ پسربچه‌ای ۴ ساله است که شیفتهٔ دنیای اطراف خود است و در هر قسمت، ماجراهایی را پی می‌گیرد.

## خلاصه داستان
کایو به همراه پدر، نامادری  و خواهر کوچکترش «سوزی» در یک خانه آبی‌رنگ به آدرسِ «خیابان پاین، پلاک ۱۷» زندگی می‌کند. او ماجراهای فراوانی را به خانواده و دوستانش پشت سر می‌گذارد و در هر قسمت از قوه تخیل خود در انجام کارها بهره می‌گیرد.
طی فصل‌های ۱ تا ۳ این کارتون، در هر قسمت، علاوه بر کارتون، یک بخش عروسکی و نیز یک بخش از زندگی واقعی با حضور چند کودک، وجود داشت. اما از فصل چهارم به بعد، قسمت‌های عروسکی و واقعی آن را حذف کردند و تنها همان بخش کارتونی باقی ماند.
در فصل اولِ کارتون، بیشتر قصه‌های آن، از مادربزرگِ کایو شروع می‌شد (که در عین حال راوی داستان‌ها هم هست) و او را می‌دیدیم که کتابی را برای نوه‌هایش (کایو و سوزی) می‌خواند و داستان را روایت می‌کند. از سال ۱۹۹۷، دیگر شخصیتِ مادربزرگ نمایش داده نشد و تنها صدای او، بر روی هر قسمت شنیده می‌شود که قصه را تعریف می‌کند.
کارتون کایو ۲۳ شخصیت اصلی و ۶۶ شخصیت فرعی دارد که بدین ترتیب و در مجموع، ۸۹ شخصیت را در بر می‌گیرد.

## اپیزودها
کارتون کایو از ۵ فصل و ۱۴۴ قسمت نیم‌ساعته تشکیل شده‌است. علاوه بر آن یک فیلم سینمایی ۹۰ دقیقه‌ای به نام «تعطیلات کایو» نیز در سال ۲۰۰۳ ساخته شد.
| فصل‌ها | فصل‌ها | تعداد قسمت‌ها | پخش اصلی        | پخش اصلی        |
| فصل‌ها | فصل‌ها | تعداد قسمت‌ها | نخستین قسمت     | قسمت آخر        |
| ----- | ----- | ------------ | --------------- | --------------- |
|       | ۱     | ۶۵           | ۱۵ سپتامبر ۱۹۹۷ | ۵ ژوئیه ۲۰۰۰    |
|       | ۲     | ۲۰           | ۴ سپتامبر ۲۰۰۰  | ۲ ژوئیه ۲۰۰۲    |
|       | ۳     | ۱۳           | ۱۵ نوامبر ۲۰۰۲  | ۷ اکتبر ۲۰۰۳    |
|       | ۴     | ۲۰           | ۳ آوریل ۲۰۰۶    | ۲۳ سپتامبر ۲۰۰۸ |
|       | ۵     | ۲۶           | ۱۱ سپتامبر ۲۰۱۰ | ۳ اکتبر ۲۰۱۰    |

## ساخت و تولید
کتاب‌های مصور کایو از سال ۱۹۸۹ میلادی توسط «انتشارات شوئت» منتشر شدند. مجموعه کارتونی کایو در اصل به زبان فرانسوی تولید و پخش شد و بعدها به انگلیسی ترجمه و در آمریکا بازپخش گردید. این کارتون برای کودک نوپا و به منظور کمک به رشد فکری و روانی آنها ساخته شده‌است.
در سال ۱۹۹۷ میلادی، ۶۵ قسمت پنج دقیقه‌ای از این کارتون در کانادا و چند کشور خاص از جمله آمریکا پخش شد. ساختِ قسمت‌های اولیه این کارتون، به یک شرکت کره‌ای سپرده شده بود، اما قسمت‌های بعدی را تولیدکنندگان در یک کارگاه خانگی و با استفاده از نرم‌افزار «ادوبی فلش» ساختند.
در سال ۲۰۰۳ میلادی، یک فیلم سینمایی به نام «تعطیلات کایو» بر اساس این کارتون ساخته شد.
در سال ۲۰۱۴ میلادی و به مناسبت ۲۵مین سالگرد تولید و نمایش این کارتون، یک بستهٔ ویژهٔ «دی‌وی‌دی/کتاب» منتشر شد و یک نسخهٔ مخصوص از فیلم «تعطیلات کایو» نیز با لوگوی ۲۵مین سالگرد، بازنشر گردید.
از آنجایی که در قسمت‌های اولیه، شخصیت کایو خردسال بود، چهرهٔ او را بدون مو نمایش دادند که در آن سن، قابلِ باور بود. به‌تدریج و طی سال‌های بعدی که شخصیت کایو در کارتون بزرگتر شد، تصویرگرانِ کارتون دریافتند که اگر موهای کایو در کارتون دربیاد، کودکان دیگر نمی‌توانند با آن شخصیت ارتباط برقرار کنند و به همین دلیل تصمیم گرفتند که سرِ شخصیت کایو، برای همیشه و تا انتهای کارتون، بدون مو باشد.

## بازخورد
در یک مطالعه که در سال ۲۰۱۱ میلادی توسط محققانِ دانشگاه ویرجینیا انجام و در مجلهٔ پزشکی «اطفال» به چاپ رسید؛ «دامنه توجه» و «توانایی‌های شناختی» ذهنِ کودکانِ پیش‌دبستانیِ ۴ ساله را، در سه گروه مختلف بررسی کردند: (۱) گروهی که کارتونِ کایو را برایشان پخش کردند. (۲) گروهی که کارتونِ باب‌اسفنجی شلوارمکعبی را برایشان پخش کردند. (۳) گروهی که نقاشی کشیدند. پس از گذشت ۹ دقیقه از این آزمایش، توانایی‌های ذهنی این کودکان مورد بررسی و آزمایش قرار گرفت. گروهی که کارتون کایو را تماشا کرده بودند، مشابه گروهی بودند که نقاشی کشیده بودند و هر دوی اینها، به طرز قابل توجهی، توانایی ذهنی بهتری از آن گروهی داشتند که باب‌اسفنجی شلوارمکعبی تماشا کرده بودند.